# اچ‌ام‌اس اسکپتر (۱۷۸۱)
اچ‌ام‌اس اسکپتر (۱۷۸۱) (به انگلیسی: HMS Sceptre (1781)) یک کشتی بود که طول آن ۱۵۹ فوت (۴۸ متر) بود. این کشتی در سال ۱۷۸۱ ساخته شد.